# Absurdy Drogowe
Absurdy Drogowe (deutsch Absurditäten auf der Straße) ist ein polnisches Realityprogramm, das seit 2014 produziert wird. Die Serie wird mittwochs und sonntags auf TVN Turbo gezeigt. Die Fernsehsendung wird ab dem 18. Mai 2019 auch auf DTX ausgestrahlt. Die Serie umfasst 97 Episoden in 10 Staffeln. Alle Episoden kann man auf Abruf auf Player und Player+ ansehen.

## Handlung
In der Serie werden wie der Titel selbst sagt, Absurditäten auf Straßen gezeigt. Kamil Jaśkowski und Krzysztof Ruszała fahren durch ganz Polen und zeigen diese, z. B. Pflanzentöpfe auf Straßen, ein Kreisverlauf ohne Ausfahrt oder nichtsbedeutende Schilder, die nichts auf der Straße verloren haben. Solche Absurditäten und viele mehr kann man auf der Absurdy-Drogowe-Website (TVN-Turbo-Website) melden.

## Staffelübersicht
| Nr. | Episoden   | Premiere           | Finale            |
| --- | ---------- | ------------------ | ----------------- |
| 1   | 1–7 (7)    | 2. April 2014      | 14. Dezember 2014 |
| 2   | 8–19 (12)  | 6. März 2015       | 22. Mai 2015      |
| 3   | 20–31 (12) | 6. September 2015  | 22. November 2015 |
| 4   | 32–43 (12) | 28. Februar 2016   | 15. Mai 2016      |
| 5   | 44–53 (10) | 4. September 2016  | 6. November 2016  |
| 6   | 54–63 (10) | 26. Februar 2017   | 30. April 2017    |
| 7   | 64–73 (10) | 3. September 2017  | 29. Oktober 2017  |
| 8   | 74–81 (8)  | 4. März 2018       | 29. April 2018    |
| 9   | 82–89 (8)  | 15. September 2018 | 2. November 2018  |
| 10  | 90–97 (8)  | 3. März 2019       | 21. April 2019    |
| 11  | 98- (?)    | 2019               |                   |